# غردكانة سنجابي (مقاطعة دلفان)
غردكانة سنجابي (بالفارسية: گردکانه سنجابی) هي قرية تقع في قسم نورعلي الريفي (مقاطعة دلفان) في إيران. يقدر عدد سكانها بـ 113 نسمة بحسب إحصاء 2016.